# Biedenkopf
Biedenkopf – miasto uzdrowiskowe w Niemczech, w kraju związkowym Hesja, w rejencji Gießen, w powiecie Marburg-Biedenkopf. Leży nad rzeką Lahn. Miasto o powierzchni ponad 90,3 km²; liczy 13 613 mieszkańców (dane z 30 czerwca 2015).

## Współpraca
Miejscowości partnerskie:
- Cogoleto, Włochy
- Kecskéd, Węgry
- La Charité-sur-Loire, Francja
- Namur, Belgia
- Neustadt an der Orla, Turyngia
- Oostduinkerke, Belgia